# Гельмут Вайс
Ге́льмут Лю́двіг Йо́ган-Гео́рг Вайс (нім. Helmut Ludwig Johann-Georg Weiss; 25 січня 1907, Ґеттінґен — 13 січня 1969, Берлін) — німецький актор, кінорежисер та сценарист.

## Біографія та творчість
Народився у місті Ґеттінґені у сім'ї богослова Бернгарда Вайса. Акторську кар'єру почав у 1927 році у Державному театрі в Берліні де працював до 1932. З 1935 року почав зніматися у кіно, граючи переважно другорядні комедійні та гротескні ролі.
На початку 1940-х працював асисентом режисера. Режисерським дебютом Вайса стала комедійна стрічка «Пунш з паленого цукру», посталена у 1944 році за повістю Генріха Шпьорля з зіркою німецького кіно 1930-40 рр. Гайнцом Рюманом у головній ролі.
Вайсс був першим німецьким режисером, який отримав дозвіл на подальшу роботу у кіно в післявоєнній Німеччині. Ставив різнопланові фільми, від романтичного «Тиша у лісі» (Das Schweigen im Walde, 1955), до фарсового «Троє у човні» (Drei Mann in einem Boot, 1961).

## Обрана фільмографія
Актор
| Рік  |  | Назва українською    |  | Назва мовою оригіналу |  | Роль                  |
| ---- |  | -------------------- |  | --------------------- |  | --------------------- |
| 1938 |  | Нанон                |  | Nanon                 |  |                       |
| 1939 |  | Солом'яний капелюшок |  | Der Florentiner Hut   |  | Боббі                 |
| 1939 |  | Фройляйн             |  | Fräulein              |  | Петерсон              |
| 1940 |  | Дівчина із Фаньо     |  | Das Mädchen von Fanö  |  | елегантний пан        |
| 1940 |  | Гучне кохання        |  | Lauter Liebe          |  | Трауготт Гіммельштайг |
| 1940 |  | Одяг робить людей    |  | Kleider machen Leute  |  | пан Хеберлін молодший |
| 1942 |  | Рембрандт            |  | Rembrandt             |  | Корнеліс              |
| 1955 |  | Оазис                |  | Oasis                 |  |                       |
| 1964 |  | Фанні Хілл           |  | Fanny Hill            |  |                       |
| 1964 |  | Заморождений живцем  |  | Der Fall X701         |  |                       |

Режисер
| Рік  |  | Назва українською     |  | Оригінальна назва       |  | Опис |
| ---- |  | --------------------- |  | ----------------------- |  | ---- |
| 1944 |  | Пунш з паленого цукру |  | Die Feuerzangenbowle    |  |      |
| 1947 |  | Квакс у Африці        |  | Quax in Afrika          |  |      |
| 1949 |  | Тромба                |  | Tromba                  |  |      |
| 1951 |  | Мій друг, злодій      |  | Mein Freund, der Dieb   |  |      |
| 1956 |  | Поцілуй мене ще раз   |  | Küß mich noch einmal    |  |      |
| 1955 |  | Тиша у лісі           |  | Das Schweigen im Walde  |  |      |
| 1961 |  | Троє у човні          |  | Drei Mann in einem Boot |  |      |